# Ischyrocerus dezhnevi
Ischyrocerus dezhnevi är en kräftdjursart som beskrevs av Gurjanova 1951. Ischyrocerus dezhnevi ingår i släktet Ischyrocerus och familjen Ischyroceridae. Inga underarter finns listade i Catalogue of Life.